# Colonanthes
Colonanthes là một chi bướm đêm thuộc họ Gelechiidae.